# So Hyok-chol
So Hyok-chol (* 19. Februar 1982) ist ein nordkoreanischer Fußballspieler.

## Karriere
So Hyok-chol tritt international als Spieler der Sportgruppe Pjöngjang in Erscheinung. 2007 spielte er als einer der wenigen in Nordkorea geborenen Spieler gemeinsam mit seinen Landsleuten Kim Myong-chol und Kim Song-chol im Ausland beim chinesischen Zweitligisten Yanbian FC.
Der Abwehrspieler gehörte zwischen 2001 und 2005 regelmäßig zum Aufgebot der nordkoreanischen Nationalmannschaft. 2003 stand er mit dem Team im Finale des King’s Cup in Thailand und spielte in der Asienmeisterschafts-Qualifikation. In der Qualifikation zur Weltmeisterschaft 2006 kam er ebenfalls zu zwei Einsätzen. Bei der Ostasienmeisterschaft 2005 gehörte er sowohl in der Qualifikation als auch im Endturnier zum Kader und belegte am Ende Rang 3. 2008 stand er erneut im Aufgebot für die Endrunde der Ostasienmeisterschaft, blieb aber im Verlauf des Turniers ohne Einsatz.